# Boss of the Blues
Boss of the Blues ist ein Album des US-amerikanischen Sängers Big Joe Turner, das er 1956 auf Atlantic Records veröffentlichte. Das  Album wurde als „nostalgische Rückkehr zum Jump Blues“ aufgefasst
und von Collectables, Rhino und Atlantic auf Audiocassette und CD mehrere Male neu aufgelegt.

## Allgemeines
Big Joe Turner nahm in einer Zeit, in der seine Songs wie etwa „Shake, Rattle & Roll“ oder „Honey Hush“ Hits des Rock ’n’ Roll und Rhythm and Blues wurden, oft Alben auf, die sich mehr am Jazzidiom orientierten. Für Boss of the Blues arbeitete er wieder mit seinem früheren Partner aus den 1930er und 1940er Jahren, dem Pianisten Pete Johnson zusammen. Der Trompeter Joe Newman spielte im Count Basie Orchestra, auch andere der Begleitmusiker spielten in dessen Big Band. So ist es nicht verwunderlich, dass die Band wie eine Basie-Combo klingt. Das Album enthält Neuaufnahmen von Turners früheren Aufnahmen, so etwa „Cherry Red“, „Roll ’Em Pete“ und „Wee Baby Blues“. Daneben können auch Bluesstandards gehört werden wie „How Long Blues“ von Leroy Carr oder W. C. Handys „St. Louis Blues“.
Das Album wurde in der Carnegie Recital Hall, dem zweiten Saal in der Carnegie Hall, New York aufgenommen.

## Stücke des Albums
1. Cherry Red (Johnson, Turner) 3:21
2. Roll ’Em Pete (Johnson, Turner) 3:41
3. I Want a Little Girl (Mencher, Moll) 4:16
4. Low Down Dog (Turner) 3:38
5. Wee Baby Blues (Johnson, Turner) 7:15
6. You’re Driving Me Crazy (What Did I Do?) (Donaldson) 4:10
7. How Long Blues (Carr, Traditional) 5:43
8. Morning Glories (Traditional) 3:39
9. St. Louis Blues (Handy) 4:17
10. Piney Brown Blues (Johnson, Turner) 4:49[3]

## Kritikerstimmen
Scott Yanow schrieb in Allmusic: Turner ist in Topform. … Diese Musik sollte viele Hörer ansprechen. („Turner is in top form … This music should appeal to many listeners“) Für AllAboutJazz hob Ed Kopp in seiner Kritik hervor, dass es das beste Album von Turner sei und für einige der eingespielten Songs definitive Versionen enthalte (von „I Want a Little Girl“, „Low Down Dog“, „You’re Driving Me Crazy“ und „Morning Glories“). Der Rezensent würde, wenn er eine Liste mit seinen zehn Lieblingsalben zusammenstellen müsste, Boss of the Blues dabei berücksichtigen.